# Ship
Ship är en kulle i Antarktis. Den ligger i Östantarktis. Australien gör anspråk på området. Toppen på Ship är 1 426 meter över havet.
Terrängen runt Ship är huvudsakligen en högslätt. Trakten är obefolkad. Det finns inga samhällen i närheten.